# Beata Bublewicz
Beata Maria Bublewicz, née le 26 février 1975  à Olsztyn, est une femme politique polonaise, élue députée à la Diète depuis 2005 (réélue en 2007 et 2011), membre de la Plate-forme civique.

## Biographie
Beata Bublewicz a terminé en 2002 des études à l'Institut des sciences sociales appliquées (département de sociologie, relations publiques) de l'université de Varsovie, obtenant un master en sociologie, après avoir obtenu en 1999 une licence d'anglais à la faculté des lettres de l'université de Varmie et Mazurie d'Olsztyn. Elle a également obtenu un certificat de spécialisation dans le domaine des relations publiques.
Elle a dirigé pendant huit ans une concession Opel à Olsztyn, puis a travaillé comme consultante pour entreprises.
En 2005, elle est élue à la chambre basse du Parlement polonais sur la liste de la Plate-forme civique pour la circonscription d'Olsztyn. Elle est réélue en 2007 et 2011. Elle est membre de la commission des Affaires étrangères et de la commission de la Culture physique et du Sport. Elle est élue au Bureau de la Diète et est vice-présidente du groupe d'amitié Pologne - Grande-Bretagne. Elle siège également au groupe parlementaire des femmes et préside le groupe parlementaire sur le Tibet. En 2007, elle représente la Pologne à la conférence de l'OCDE à Paris et au siège de l'OTAN à Bruxelles.
En 2009 elle figure sur une liste de son parti pour les élections européennes, mais n'est pas élue.

## Vie privée
Elle est la fille du coureur automobile Marian Bublewicz, mort après un accident en compétition en 1993. Elle a créé une fondation en mémoire de son père pour soutenir une école portant le nom de celui-ci à Olsztyn.